# Mikulovac
Mikulovac (izvirno srbsko Микуловац) je naselje v Srbiji, ki upravno spada pod Občino Prokuplje; slednja pa je del Topliškega upravnega okraja.

## Demografija
V naselju živi 310 polnoletnih prebivalcev, pri čemer je njihova povprečna starost 41,4 let (40,2 pri moških in 42,6 pri ženskah). Naselje ima 108 gospodinjstev, pri čemer je povprečno število članov na gospodinjstvo 3,56.
To naselje je, glede na rezultate popisa iz leta 2002, večinoma srbsko, a v času zadnjih treh popisov je opazno zmanjšanje števila prebivalcev.
|  |

| Demografija | Demografija     | Demografija     |
| Leto        | Št. prebivalcev | Št. prebivalcev |
| ----------- | --------------- | --------------- |
|             |                 |                 |
|             |                 |                 |
|             |                 |                 |
|             |                 |                 |
| 1948        | 599             |                 |
| 1953        | 595             |                 |
| 1961        | 613             |                 |
| 1971        | 618             |                 |
| 1981        | 518             |                 |
| 1991        | 452             | 441             |
| 2002        | 402             | 385             |
|             |                 |                 |

| Etnična sestava po popisu iz leta 2002 | Etnična sestava po popisu iz leta 2002 | Etnična sestava po popisu iz leta 2002 | Etnična sestava po popisu iz leta 2002 | Etnična sestava po popisu iz leta 2002 |
| -------------------------------------- | -------------------------------------- | -------------------------------------- | -------------------------------------- | -------------------------------------- |
| Srbi                                   | Srbi                                   |                                        | 379                                    | 98,44%                                 |
| Romi                                   | Romi                                   |                                        | 4                                      | 1,03%                                  |
| Romuni                                 | Romuni                                 |                                        | 1                                      | 0,25%                                  |
| Neznano                                | Neznano                                |                                        | 1                                      | 0,25%                                  |